# Adachi Ryo
Ryo Adachi (sinh ngày 2 tháng 7 năm 1969) là một cầu thủ bóng đá người Nhật Bản.

## Sự nghiệp câu lạc bộ
Ryo Adachi đã từng chơi cho Yokohama Flügels.